# Niels Kurvin
Niels Kurvin (ur. 27 lipca 1975 w Monachium) – niemiecki aktor i reżyser telewizyjny i filmowy.

## Życiorys
Pochodzi z Irlandii. Studiował w Akademii Muzycznej i Teatralnej w Felix-Mendelssohn-Bartholdy w Lipsku. Występował w teatrach w Akwizgranie, Chemnitz, Berlinie, Hamburgu i Lipsku. Stał się znany dzięki roli technologa oddziału kryminalnego Hartmuta Freunda w serialu kryminalnym RTL Kobra – oddział specjalny (Alarm für Cobra 11 - Die Autobahnpolizei) w którym gra od 2003 roku. Następnie zaczął pojawiać się w mniejszych rolach w niemieckich serialach.
Odniósł sukces jako reżyser teatralny sztuki Lust auf was Anderes.

## Filmografia

### Filmy kinowe
- 2009: The Assessment
- 2006: Finałowe zamówienia: Śmierć na dostawę (Final Contract: Death on Delivery)

### Seriale TV
- 2007: Julia - Wege zum Glück jako Kevin
- 2006: SOKO Köln jako Hennes
- 2005: Hallo Robbie! jako Gero
- od 2003: Kobra – oddział specjalny (Alarm für Cobra 11 - Die Autobahnpolizei) jako Hartmut Freund